# Dampfdom

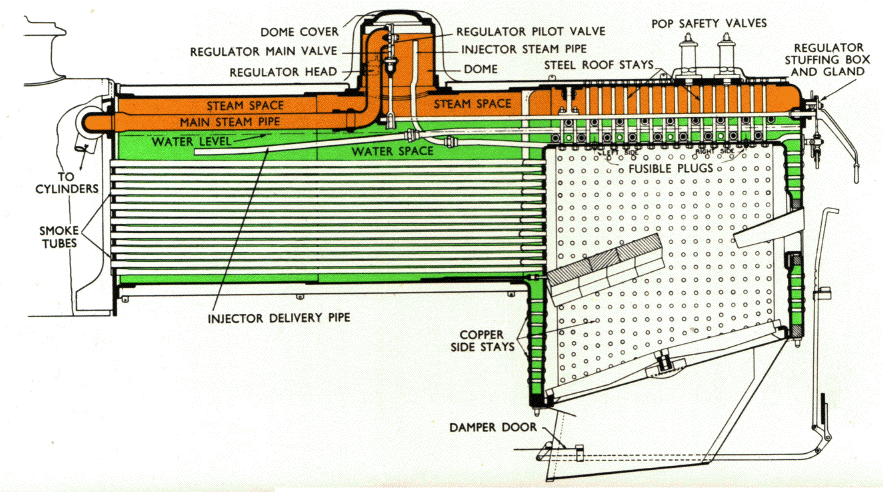
Aufbau eines Dampflokomotivkessels

Der Dampfdom (Lehnübersetzung von engl. steam dome, eigentlich „Dampfkuppel“) ist Teil des Dampflokomotivkessels. Er wird auf den Scheitel des Langkessels aufgenietet oder eingeschweißt und ist nach außen als runder Kesselaufbau sichtbar. Wird das untere Ende des Dampfdoms durch Kümpeln aufgebördelt, so wird er fachsprachlich auch als „Kümpelteil“ bezeichnet.
Im Langkessel wird der Dampf erzeugt, der für das Triebwerk und die Nebenaggregate, wie Speisepumpe, Dampfstrahlpumpe, Hilfsbläser, Luftpumpe, Dampfpfeife und die Heizeinrichtungen, nötig ist. Der Kessel wird zu ca. 7 % bis 80 % mit Wasser gefüllt. Im restlichen Teil, dem Dampfraum, wird der entstehende Dampf gesammelt.
Da für den Betrieb möglichst trockener Dampf benötigt wird, wird durch das Aufsetzen eines Dampfdomes der Abstand zwischen Wasseroberfläche und Dampfentnahmepunkt vergrößert. Wasserteilchen, die durch lebhafte Verdampfung in den Dampfraum mitgerissen werden, gelangen kaum noch bis in diesen hochgelegenen Teil des Kessels. Zudem sind im Dampfdom noch Umlenkbleche eingebaut; diese werden vom Dampf umströmt, eventuelles Restwasser tropft ab.
Die für den Betrieb erforderliche Dampfmenge wird vom Führerstand aus über einen Regulator reguliert, der je nach Loktyp im Dampfdom platziert ist. Aufgrund dieser Einbauart gehen vom Dampfdom auch die Dampfentnahmerohre für die Hilfsaggregate des Kessels und der Lokomotive ab.
Bei großen Dampflokomotiven, z. B. bei der Deutschen Bundesbahn, wurden auch mehrere Dampfdome aufgesetzt. So waren ein Reglerdom und ein Dom für die Nassdampfentnahme für die Hilfsaggregate vorgesehen.